# Płatkonos
Płatkonos (Hipposideros) – rodzaj ssaków z rodziny płatkonosowatych (Hipposideridae).

## Rozmieszczenie geograficzne
Rodzaj obejmuje gatunki występujące w Azji, Afryce i Australii.

## Morfologia
Długość ciała (bez ogona) 35–110 mm, długość ogona 16–28 mm, długość ucha 10–38 mm, długość tylnej stopy 4,9–22 mm, długość przedramienia 17–103 mm; masa ciała 4–78 g.

## Systematyka
Rodzaj zdefiniował w 1831 roku angielski zoolog John Edward Gray w rozdziale zatytyułowanym Opisy niektórych nowych rodzajów i gatunków nietoperzy w publikacji swojego autorstwa o tytule Różności zoologiczne: będzie kontynuowana od czasu do czasu. Gray wymienił kilka gatunków – Phyllostoma elongatum É. Geoffroy Saint-Hilaire, 1810, Rhinolophus tridens É. Geoffroy Saint-Hilaire, 1813, Rhinolophus diadema É. Geoffroy Saint-Hilaire, 1813, Rhinolophus larvatus Horsfield, 1823, Rhinolophus deformis Horsfield, 1823 (= Rhinolophus larvatus Horsfield, 1823), Rhinolophus vulgaris Horsfield, 1823 i Vespertilio speoris J.G.T. Schneider, 1797 – z których gatunkiem typowym jest (późniejsze oznaczenie) Vespertilio speoris J.G.T. Schneider, 1797 (płatkonos dekański).

### Etymologia
- Hipposideros (Hipposiderus, Hypposiderus): gr. ιππος ippos ‘koń’; σιδηρος sideros ‘żelazo’ (tj. ‘podkowa’)[20].
- Phyllorrhina (Phyllorhina): gr. φυλλον phullon ‘liść’; ῥις rhis, ῥινος rhinos ‘nos’[21]. Gatunek typowy: w oryginalnym opisie Bonaparte nie wymienił żadnego gatunku; gatunkiem typowym jest (późniejsze oznaczenie) Rhinolophus diadema É. Geoffroy Saint-Hilaire, 1813.
- Chrysonycteris: gr. χρυσος khrusos ‘złoty’; νυκτερις nukteris, νυκτεριδος nukteridos ‘nietoperz’[22]. Gatunek typowy (oznaczenie monotypowe): Hipposideros fulvus J.E. Gray, 1838.
- Gloionycteris: gr. γλοιός gloios ‘guma’; νυκτερις nukteris, νυκτεριδος nukteridos ‘nietoperz’[23]. Gatunek typowy (oznaczenie monotypowe): Rhinolophus armiger B.H. Hodgson, 1835.
- Rhinophylla: gr. ῥις rhis, ῥινος rhinos ‘nos’; φυλλον phullon ‘liść’[24]. Gatunek typowy (oznaczenie monotypowe): Phyllorhina labuanensis[g] Tomes, 1859.
- Speorifera: gr. σπεος speos ‘grota, pieczara’; φερω phero ‘nosić’[25]. Gatunek typowy (oznaczenie monotypowe): Rhinolophus vulgaris Horsfield, 1823 (= Rhinolophus larvatus Horsfield, 1823).
- Sideroderma: gr. σιδηρος sidēros ‘żelazo, stal’; δερμα derma, δερματος dermatos ‘skóra’[26]. Gatunek typowy (oznaczenie monotypowe): Phyllorrhina fuliginosa Temminck, 1853.
- Ptychorhina: πτυξ ptux, πτυχος ptukhos ‘fałda’; ῥις rhis, ῥινος rhinos ‘nos’[27]. Gatunek typowy (oznaczenie monotypowe): Rhinolophus caffer Sundevall, 1846.
- Cyclorhina: gr. κυκλος kuklos ‘krąg, pierścień’; ῥις rhis, ῥινος rhinos ‘nos’[28]. Gatunek typowy: Peters wymienił dwa gatunki – Phyllorhina obscura W.C.H. Peters, 1861 i Phyllorhina doriae W.C.H. Peters, 1871 – z których gatunkiem typowym jest (późniejsze oznaczenie) jest Phyllorhina obscura W.C.H. Peters, 1861.
- Thyreorhina: gr. θυρεός thyreos ‘długa, podłużna tarcza’; ῥις rhis, ῥινος rhinos ‘nos’[29]. Gatunek typowy (oznaczenie monotypowe): Phyllorhina coronata W.C.H. Peters, 1871.
- Syndesmotis (Syndesmotus, Synodesmotis): gr. σύνδεσμος syndesmos ‘więzy’; ους ous, ώτος ōtos ‘ucho’[30]. Gatunek typowy (oznaczenie monotypowe): Phyllorhina megalotis von Heuglin, 1861.
- Paracoelops: gr. παρα para ‘blisko, obok’; rodzaj Coelops Blyth, 1848 (bezogończyk)[14]. Gatunek typowy (oryginalne oznaczenie): Paracoelops megalotis Dorst, 1947 (= Hipposideros gentilis Andersen, 1918).

### Podział systematyczny
Do rodzaju należą następujące występujące współcześnie gatunki:
| Grafika | Gatunek                      | Autor i rok opisu | Nazwa zwyczajowa        | Podgatunki         | Rozmieszczenie geograficzne | Podstawowe wymiary                                                      | Status IUCN |
| ------- | ---------------------------- | --- | ----------------------- | ------------------ | --- | ----------------------------------------------------------------------- | ----------- |
|         | Hipposideros corynophyllus   | J. Edwards Hill, 1985 | płatkonos samotny       | gatunek monotypowy | Nowa Gwinea w Tembagapurze (Indonezja) i wokół Tifalmin i Telefomin (Papua-Nowa Gwinea); prawdopodobnie w całym paśmie Gór Centralnych; zakres wysokości: 0–2700 m n.p.m. | DC: 5,5–6,3 cm DO: 0,9–1,2 cm DP: 4,8–5,5 cm MC: 14,5–17 g              | LC          |
|         | Hipposideros edwardshilli    | Flannery & D.J. Colgan, 1993                                                                                             | płatkonos papuaski      | gatunek monotypowy | endemit Papui-Nowej Gwinei: znany tylko z trzech stref w górach Bewani (północne Góry Centralne); zakres wysokości: 200–300 m n.p.m. | DC: około 5,1 cm DO: 1,1–1,5 cm DP: 4,9–5,1 cm MC: około 11 g           | VU          |
|         | Hipposideros muscinus        | (O. Thomas & Doria, 1886)                                                                                                | płatkonos nizinny       | gatunek monotypowy | Nowa Gwinea (Indonezja i Papua-Nowa Gwinea), głównie wzdłuż Gór Centralnych; zakres wysokości: 0–2400 m n.p.m. | DC: 4,4–5,2 cm DO: około 2,3 cm DP: 4,5–4,7 cm MC: brak danych          | LC          |
|         | Hipposideros semoni          | Matschie, 1903 | płatkonos brodawkonosy  | gatunek monotypowy | Papua-Nowa Gwinea (wschodnia Nowa Gwinea) i północno-wschodnia Australia (przybrzeżny Queensland od wschodniego półwyspu Jork do na południe od Cooktown); południowe granice zasięgu niepewne; zakres wysokości: 0–1400 m n.p.m.                                                          | DC: 4–5 cm DO: 2,2–2,8 cm DP: 3,8–4,2 cm MC: 6–10 g                     | LC          |
|         | Hipposideros stenotis        | O. Thomas, 1913 | płatkonos wąskouchy     | gatunek monotypowy | endemit Australii: północno-wschodnia Australia Zachodnia, północne Terytorium Północne i północno-zachodni Queensland (Mount Isa) i przybrzeżna wyspy (Boongaree, Koolan i Bathurst | DC: 4–4,6 cm DO: 2,6–2,7 cm DP: 4,2–4,6 cm MC: 4,6–6,4 g                | VU          |
|         | Hipposideros wollastoni      | O. Thomas, 1913 | płatkonos nowogwinejski | gatunek monotypowy | Nowa Gwinea (Indonezja i Papua-Nowa Gwinea) w Fak-fak, północnej przybrzeżnej części i Górach Centralnych (większość zapisów pochodzi z obszarów Tifalmin i Telefomin); zakres wysokości: 30–2440 m n.p.m.                                                                                 | DC: 4,1–4,5 cm DO: około 2,7 cm DP: około 4,4 cm MC: około 8 g          | LC          |
|         | Hipposideros megalotis       | (von Heuglin, 1861) | płatkonos uszaty        | gatunek monotypowy | nierównomiernie na zachodnim wybrzeżu Arabii Saudyjskiej, Erytrea, Dżibuti, Etiopia i Kenia | DC: około 3,5 cm DO: 2,1–2,7 cm DP: 3,4–3,9 cm MC: około 5 g            | LC          |
|         | Hipposideros boeadii         | P.J.J. Bates, Rossiter, Suyanto & Kingston, 2007                                                                         | płatkonos mniejszy      | gatunek monotypowy | endemit Indonezji: południowo-wschodni Celebes (znany tylko z Parku Narodowego Rawa Aopa Watumohai) | DC: brak danych DO: 1,6–2,1 cm DP: 4–4,3 cm MC: 6,8–8,5 g               | DD          |
|         | Hipposideros alongensis      | Bourret, 1942 |                         | 2 podgatunki       | endemit Wietnamu; rozproszony na kontynencie (rezerwat przyrody Na Hang, Parki Narodowe Ba Bể i Cúc Phương) oraz wyspa Cát Bà | DC: brak danych DO: brak danych DP: 6,8–7,6 cm MC: 22–35 g              | VU          |
|         | Hipposideros armiger         | (B.H. Hodgson, 1835) | płatkonos zbrojny       | 4 podgatunki       | północne Indie, Nepal, środkowa, południowa i południowo-wschodnia Chińska Republika Ludowa (włącznie z wyspą Hajnan), Tajwan i kontynentalna Azja Południowo-Wschodnia | DC: 8–11 cm DO: 4,8–7 cm DP: 8,5–10,3 cm MC: 44–67 g                    | LC          |
|         | Hipposideros griffini        | Vu Dinh Thong, Puechmaille, Denzinger, Dietz, Csorba, P.J.J. Bates, E.C. Teeling & Schnitzler, 2012                      | płatkonos wietnamski    | gatunek monotypowy | endemit Wietnamu; znany z wyspy Cát Bà (zatoka Hạ Long) i Parku Narodowego Chư Mom Ray (Kon Tum) | DC: brak danych DO: brak danych DP: 8,3–9 cm MC: około 44 g             | NT          |
|         | Hipposideros pendleburyi     | Chasen, 1936 |                         | gatunek monotypowy | endemit Tajlandii: północny Półwysep Malajski | DC: brak danych DO: 4,8–7 cm DP: 7,5–8,1 cm MC: 44–67 g                 | VU          |
|         | Hipposideros turpis          | Bangs, 1901 | płatkonos drobny        | gatunek monotypowy | endemit Japonii: Wyspy Yaeyama (Yonaguni, Iriomote, Ishigaki i Hateruma) | DC: 6,9–8,8 cm DO: 4,2–5,1 cm DP: 6,4–7,3 cm MC: 25–33 g                | EN          |
|         | Hipposideros grandis         | G.M. Allen, 1936 | płatkonos wielki        | gatunek monotypowy | południowo-środkowa Chińska Republika Ludowa (Junnan), Mjanma, północno-zachodnia Tajlandia, północny Laos i północno-zachodni Wietnam | DC: 6,9–8 cm DO: 3–4,5 cm DP: 5,9–6,2 cm MC: 17–18 g                    | LC          |
|         | Hipposideros larvatus        | (Horsfield, 1823) | płatkonos pośredni      | gatunek monotypowy | północno-wschodnie Indie, północno-wschodni Bangladesz, kontynentalna Azja Południowo-Wschodnia oraz Wielkie Wyspy Sundajskie (z wieloma wyspami przybrzeżnymi) | DC: 5,2–7,5 cm DO: 3,2–3,5 cm DP: 5–6,7 cm MC: 15–23 g                  | LC          |
|         | Hipposideros poutensis       | J.A. Allen, 1906 |                         | gatunek monotypowy | południowa Chińska Republika Ludowa (z wyspą Hajnan), Mjanma i Wietnam | DC: około 6,2 cm DO: około 2,8 cm DP: 5,8–6,3 cm MC: brak danych        | NE          |
|         | Hipposideros madurae         | D.J. Kitchener & Maryanto, 1993                                                                                          | płatkonos jawajski      | 2 podgatunki       | endemit Indonezji: wschodnia Jawa i wyspa Madura; zakres wysokości: poniżej 1000 m n.p.m. | DC: brak danych DO: 2,4–3,1 cm DP: 5,3–5,8 cm MC: brak danych           | NT          |
|         | Hipposideros sorenseni       | D.J. Kitchener & Maryanto, 1993                                                                                          | płatkonos towarzyski    | gatunek monotypowy | endemit Indonezji: zachodnio-środkowa Jawa (znany tylko z miejsca typowego w Pangandaran); zakres wysokości: do 1000 m n.p.m. | DC: 5–6 cm DO: 3–3,6 cm DP: 5,5–6 cm MC: brak danych                    | EN          |
|         | Hipposideros sumbae          | Oei Hong Peng, 1960 | płatkonos sumbajski     | 3 podgatunki       | endemit Indonezji: Małe Wyspy Sundajskie (Sumbawa, Flores, Sumba, Savu, Roti, Semau i zachodni Timor; zakres wysokości: poniżej 1000 m n.p.m. | DC: brak danych DO: 2,4–3,2 cm DP: 4,8–5,7 cm MC: brak danych           | LC          |
|         | Hipposideros lylei           | O. Thomas, 1913 | płatkonos tarczolicy    | gatunek monotypowy | wschodnia i południowa Mjanma, południowo-środkowa Chińska Republika Ludowa (Junnan), zachodnia i południowa Tajlandia, północny Wietnam oraz Półwysep Malajski | DC: 7,2–9,5 cm DO: 4,8–5,5 cm DP: 7,3–8,4 cm MC: brak danych            | LC          |
|         | Hipposideros swinhoii        | (W.C.H. Peters, 1871) | płatkonos chiński       | gatunek monotypowy | środkowa, wschodnia i południowa Chińska Republika Ludowa (włącznie z wyspą Hajnan) oraz północny Wietnam; niepotwierdzony w północnej Mjanmie | DC: 9,1–11 cm DO: 5–6,2 cm DP: 7,9–8,9 cm MC: brak danych               | LC          |
|         | Hipposideros scutinares      | M.F. Robinson, P.D. Jenkins, C.M. Francis & Fulford, 2003                                                                | płatkonos tarczonosy    | gatunek monotypowy | środkowy Laos i przyległy środkowy Wietnam; zakres wysokości: do 160 m n.p.m. | DC: brak danych DO: 5–5,4 cm DP: 7,8–8,3 cm MC: około 42 g              | VU          |
|         | Hipposideros demissus        | Andersen, 1909 | płatkonos wyspowy       | gatunek monotypowy | endemit Wysp Salomona: Makira | DC: 6,5–7 cm DO: 3,4–4,3 cm DP: około 6,7 cm MC: około 27 g             | EN          |
|         | Hipposideros diadema         | (É. Geoffroy Saint-Hilaire, 1813)                                                                                        | płatkonos diademowy     | gatunek monotypowy | kontynentalna Azja Południowo-Wschodnia, północne Nikobary, Filipiny, Indonezja, Papua-Nowa Gwinea, Wyspy Salomona oraz północno-wschodnia Australia; zakres wysokości: 0–1210 m n.p.m. | DC: 6,6–10 cm DO: 3,2–5,1 cm DP: 5,8–9,6 cm MC: 22–57 g                 | LC          |
|         | Hipposideros dinops          | Andersen, 1905 | płatkonos dziki         | gatunek monotypowy | Wyspy Salomona (Wyspa Bougainville’a, Nowa Georgia, Santa Isabel, San Jorge, Malaita i Guadalcanal); zakres wysokości: 0–400 m n.p.m. | DC: 8,8–10,5 cm DO: 5,4–6,3 cm DP: 8,6–9,9 cm MC: około 78 g            | VU          |
|         | Hipposideros inexpectatus    | Laurie & J. Edwards Hill, 1954                                                                                           | płatkonos grzebieniasty | gatunek monotypowy | endemit Indonezji: północny i środkowy Celebes | DC: brak danych DO: brak danych DP: około 10,1 cm MC: brak danych       | DD          |
|         | Hipposideros inornatus       | McKean, 1970 | płatkonos skromny       | gatunek monotypowy | endemit Australii: małe obszary w północnym Terytorium Północnym (kilka miejsc w Parkach Narodowych Kakadu i Litchfield) | DC: 6,6–7,7 cm DO: 3,2–4,6 cm DP: 6,8–7,4 cm MC: 22–35 g                | VU          |
|         | Hipposideros lankadiva       | Kelaart, 1850 | płatkonos hinduski      | 3 podgatunki       | Indie (część półwyspowa i północno-wschodnia), Bangladesz, Sri Lanka i północna Mjanma; zakres wysokości: do 1000 m n.p.m. | DC: brak danych DO: 3,5–5,8 cm DP: 7,5–9,9 cm MC: brak danych           | LC          |
|         | Hipposideros lekaguli        | Thonglongya & J. Edwards Hill, 1974                                                                                      | płatkonos piaskowcowy   | gatunek monotypowy | południowa Tajlandia, Półwysep Malajski i Filipiny (Luzon i Mindoro) | DC: brak danych DO: brak danych DP: 6,4–7,9 cm MC: brak danych          | NT          |
|         | Hipposideros pelingensis     | Shamel, 1940 | płatkonos pelengański   | gatunek monotypowy | endemit Indonezji (Celebes (wraz z wyspami Peleng, Buton i Kabaena) oraz Wyspy Tukangbesi (Wangi-wangi, Kaledupa i Tomea)); zakres wysokości: 0–1000 m n.p.m. | DC: brak danych DO: brak danych DP: 9,3–9,7 cm MC: około 50 g           | NT          |
|         | Hipposideros curtus          | G.M. Allen, 1921 | płatkonos kusy          | gatunek monotypowy | rozproszony w Kamerunie i Gwinei Równikowej (włącznie z wyspą Bioko); zakres wysokości: 0–500 m n.p.m. | DC: 5–5,5 cm DO: 1,8–2,3 cm DP: 4,2–4,7 cm MC: brak danych              | EN          |
|         | Hipposideros jonesi          | Hayman, 1947 | płatkonos jaskiniowy    | gatunek monotypowy | rozproszony w Afryce Zachodniej (Gwinea, Senegal, Liberia, Mali, Burkina Faso, Wybrzeże Kości Słoniowej, Ghana i Nigeria) | DC: 5–5,5 cm DO: 1,7–2,7 cm DP: 4,4–5 cm MC: 4–8 g                      | NT          |
|         | Hipposideros marisae         | Aellen, 1954 | płatkonos tajemniczy    | gatunek monotypowy | mocno rozproszony w Afryce Zachodniej (Gwinea, Senegal, Liberia i Wybrzeże Kości Słoniowej) | DC: 4,1–4,7 cm DO: 1,9–2,1 cm DP: 3,8–4,2 cm MC: około 5 g              | VU          |
|         | Hipposideros speoris         | (J.G.T. Schneider, 1800)                                                                                                 | płatkonos dekański      | gatunek monotypowy | Indie i Sri Lanka; zakres wysokości: do 1385 m n.p.m. | DC: 4,6–6,2 cm DO: brak danych DP: 4,5–5,4 cm MC: brak danych           | LC          |
|         | Hipposideros calcaratus      | (Dobson, 1877) | płatkonos ostrogowy     | 2 podgatunki       | Nowa Gwinea (główna wyspa, Yapen, Kiriwina, Normanby, Misima i Manus; zakres wysokości: 0–1000 m n.p.m. | DC: 4,9–7 cm DO: 3,1–4,4 cm DP: 4,6–5,6 cm MC: około 11,5 g             | LC          |
|         | Hipposideros cervinus        | (J. Gould, 1854) | płatkonos płowy         | 2 podgatunki       | Półwysep Malajski, Filipiny (Palawan i Mindanao) przez Indonezję i Papuę-Nową Gwineę na wschód do Wysp Salomona, Vanuatu i północno-wschodniej Australii; zakres wysokości: 0–1400 m n.p.m.                                                                                                | DC: 5–5,5 cm DO: 2,1–3,1 cm DP: 4,4–5,3 cm MC: 6–9 g                    | LC          |
|         | Hipposideros coxi            | Shelford, 1901 | płatkonos pustelniczy   | gatunek monotypowy | endemit Malezji: kilka stanowisk w zachodnim Borneo (północny i południowo-zachodni Sarawak); niepotwierdzone w Kalimantanie (Indonezja); zakres wysokości: 0–1200 m n.p.m. | DC: brak danych DO: brak danych DP: 5,3–5,5 cm MC: brak danych          | EN          |
|         | Hipposideros galeritus       | Cantor, 1846 | płatkonos orientalny    | 3 podgatunki       | południowa kontynentalna Azja Południowo-Wschodnia na południe do Sumatry, Bangka, Borneo, zachodniej i środkowej Jawy oraz Wysp Sula (Sanana); zakres wysokości: 0–1100 m n.p.m. | DC: 4,5–5,9 cm DO: 2,9–3,7 cm DP: 4,5–5,1 cm MC: około 8,6 g            | LC          |
|         | Hipposideros brachyotus      | (Dobson, 1874) |                         | gatunek monotypowy | Indie i Bangladesz | DC: brak danych DO: brak danych DP: 4,4–4,8 cm MC: brak danych          | NE          |
|         | Hipposideros srilankaensis   | Kusuminda, B. Srinivasulu, Amarasinghe, A. Srinivasulu, C. Srinivasulu & W.B. Yapa, 2025                                 |                         | gatunek monotypowy | endemit Sri Lanki | DC: brak danych DO: brak danych DP: MC: brak danych MC: MC: brak danych | NE          |
|         | Hipposideros abae            | J.A. Allen, 1917 | płatkonos tropikalny    | gatunek monotypowy | nierównomiernie w Afryce na północ od równika, od Gwinei Bissau i Gwinei na wschód do Sudanu Południowego i skrajnie północno-zachodniej Ugandy | DC: 6–7 cm DO: 2,8–4 cm DP: 5,4–6,5 cm MC: 17–19 g                      | LC          |
|         | Hipposideros beatus          | Andersen, 1906 | płatkonos wspaniały     | 2 podgatunki       | nierównomiernie w Afryce od Senegalu i Liberii na wschód do Gambii, Konga, Demokratycznej Republiki Konga i skrajnie północno-zachodniej Ugandy | DC: 4,3–5 cm DO: 2–3,1 cm DP: 3,9–4,8 cm MC: 6–9 g                      | LC          |
|         | Hipposideros caffer          | (Sundevall, 1846) | płatkonos kafryjski     | gatunek monotypowy | przez większość Czarnej Afryki, lecz północne i zachodnie granice zasięgu nieznane | DC: 4,5–6 cm DO: 2,5–3,8 cm DP:4,2–5,2 cm MC: 5–11 g                    | LC          |
|         | Hipposideros fuliginosus     | (Temminck, 1853) | płatkonos okopcony      | gatunek monotypowy | nierównomiernie przez tropikalną Afrykę od Senegalu i Gwinei na wschód do północnej Demokratycznej Republiki Konga i południowo-zachodniej Ugandy; zakres wysokości: do 1300 m n.p.m. | DC: 8–10 cm DO: 2,9–4 cm DP: 5,1–6 cm MC: 18–20 g                       | LC          |
|         | Hipposideros lamottei        | Brosset, 1985 | płatkonos pieczarowy    | gatunek monotypowy | endemit Gwinei: znany tylko z gwinejskiej strony góry Nimba; zakres wysokości: 500–1400 m n.p.m. | DC: 9,6–10,3 cm DO: 3,5–4,1 cm DP: 5,5–5,7 cm MC: 9–10 g                | CR          |
|         | Hipposideros ruber           | (Noack, 1893) | płatkonos afrykański    | gatunek monotypowy | tropikalna Afryka, od Senegalu i Gwinei na wschód do Etiopii, na południe do Konga, Demokratycznej Republiki Konga i Tanzanii, izolowane populacje w północno-zachodniej Angoli, Zambii, Malawi i Mozambiku; również Wyspy Świętego Tomasza i Książęca; zakres wysokości: do 1000 m n.p.m. | DC: 5,2–6,2 cm DO: 3–4,1 cm DP: 4,7–5,5 cm MC: 9–12 g                   | LC          |
|         | Hipposideros tephrus         | Cabrera, 1906 | płatkonos sahelski      | gatunek monotypowy | z pewnością w Maroku, Senegalu, Arabii Saudyjskiej i Jemenie; być może nieprzerwanie od Mauretanii i Senegalu na wschód do Sudanu Południowego, Etiopii i Erytrei | DC: 4,5–5 cm DO: 2,7–3,5 cm DP: brak danych MC: brak danych             | LC          |
|         | Hipposideros ater            | Templeton, 1848 | płatkonos ciemmny       | 6 podgatunków      | Indie, Sri Lanka i Mjanma na południe do Półwyspu Malejskiego i Sumatry, na wschód do Nowej Gwinei, Archipelagu Bismarcka i północnej Australii | DC: 3,5–4,5 cm DO: 1,7–2,8 cm DP: 1,7–4,3 cm MC: 4,5–10 g               | LC          |
|         | Hipposideros antricola       | (W.C.H. Peters, 1861) |                         | gatunek monotypowy | endemit Filipin (od Luzonu na południe do Mindanao, Palawan) | DC: 4,4–5 cm DO: 2,7–3,6 cm DP: 3,8–4,3 cm MC: 5–7 g                    | NE          |
|         | Hipposideros bicolor         | (Temminck, 1834) | płatkonos dwubarwny     | 7 podgatunków      | południowa Tajlandia, Półwysep Malajski, Sumatra, Bangka, Borneo, Jawa na wschód do Timoru i Wysp Tanimbar, Filipiny; zakres wysokości: do 600 m n.p.m. | DC: brak danych DO: brak danych DP: 4,3–4,8 cm MC: brak danych          | LC          |
|         | Hipposideros breviceps       | Tate, 1941 | płatkonos krótkogłowy   | gatunek monotypowy | endemit Indonezji: Wyspy Mentawai (Północna Pagai) u wybrzeży zachodnio-środkowej Sumatry | DC: około 4,2 cm DO: około 2,3 cm DP: około 4,3 cm MC: brak danych      | DD          |
|         | Hipposideros cineraceus      | E. Blyth, 1853 | płatkonos popielaty     | 2 podgatunki       | północny Pakistan, północne Indie, kontynentalna Azja Południowo-Wschodnia do Półwyspu Malezyjskiego (włącznie z wyspą Langkawi), Sumatra, Krakatau, Borneo, Wyspy Kangean oraz Filipiny (Luzon); zakres wysokości: 0–1480 m n.p.m.                                                        | DC: brak danych DO: brak danych DP: 3,2–3,6 cm MC: brak danych          | LC          |
|         | Hipposideros coronatus       | (W.C.H. Peters, 1871) | płatkonos zwieńczony    | gatunek monotypowy | endemit Filipin: rozproszone zapisy z Luzonu, Polillo, Boholu, Samaru i Mindanao | DC: 8,1–8,3 cm DO: 2,7–2,9 cm DP: około 4,9 cm MC: około 9,5 g          | DD          |
|         | Hipposideros crumeniferus    | (Lesueur & N.-M. Petit, 1807)                                                                                            | płatkonos timorski      | gatunek monotypowy | Timor (Indonezja i Timor Wschodni) | DC: brak danych DO: brak danych DP: brak danych MC: brak danych         | DD          |
|         | Hipposideros doriae          | (W.C.H. Peters, 1871) | płatkonos sundajski     | gatunek monotypowy | Półwysep Malajski, Sumatra i Borneo; zakres wysokości: do 1500 m n.p.m. | DC: brak danych DO: brak danych DP: 3,4–3,7 cm MC: brak danych          | NT          |
|         | Hipposideros durgadasi       | Khajuria, 1970 | płatkonos skryty        | gatunek monotypowy | endemit Indii: kilka miejsc w Mirzapur (Uttar Pradesh), Jabalpur (Madhya Pradesh) i Kolar (Karnataka); zakres wysokości: 345–1100 m n.p.m. | DC: 3,6–4,1 cm DO: 2,1–2,4 cm DP: 3,4–3,7 cm MC: brak danych            | VU          |
|         | Hipposideros dyacorum        | O. Thomas, 1902 | płatkonos dajacki       | gatunek monotypowy | Półwysep Malajski i Borneo | DC: brak danych DO: brak danych DP: 3,8–4,3 cm MC: brak danych          | LC          |
|         | Hipposideros einnaythu       | Douangboubpha, Bumrungsri, Satasook, Soisook, Si Si Hla Bu, Aul, D.L. Harrison, Pearch, N.M. Thomas & P.J.J. Bates, 2011 | płatkonos domowy        | gatunek monotypowy | endemit Mjanmy: znany z plaży Kan Thar Yar (Rakhine) i regionu Taninthayi | DC: brak danych DO: brak danych DP: 3,9–4 cm MC: brak danych            | DD          |
|         | Hipposideros gentilis        | Andersen, 1918 |                         | 2 podgatunki       | Nepal, północno-wschodnie Indie, Bangladesz, południowo-środkowa i południowo-wschodnia Chińska Republika Ludowa (włącznie z wyspą Hajnan), na południe przez kontynentalną Azję Południowo-Wschodnią do Półwyspu Malajskiego, Andamany                                                    | DC: około 3,6 cm DO: 2,8–3,5 cm DP: 3,8–4,3 cm MC: brak danych          | LC          |
|         | Hipposideros fulvus          | J.E. Gray, 1838 | płatkonos brunatny      | 2 podgatunki       | północno-wschodni Afganistan, Pakistan, Indie, Nepal, Bangladesz, Sri Lanka, zapisy z południowo-środkowej Chińskiej Republiki Ludowej (zachodni Junnan) | DC: 4–5 cm DO: 2,4–3,5 cm DP: 3,8–4,4 cm MC: 8–9 g                      | LC          |
|         | Hipposideros halophyllus     | J. Edwards Hill & Yenbutra, 1984                                                                                         | płatkonos tajski        | gatunek monotypowy | rozproszone zapisy z północnej, środkowej i południowej Tajlandii i północna półwyspowa Malezja (Perlis); zakres wysokości: 0–480 m n.p.m. | DC: brak danych DO: brak danych DP: 3,6–3,9 cm MC: brak danych          | VU          |
|         | Hipposideros hypophyllus     | Kock & Bhat, 1994 | płatkonos podliściowy   | gatunek monotypowy | endemit Indii (znany z Hanumanahalli (Kolar); wcześniej w pobliżu Therahalli, gdzie teraz jest nieobecny); zakres wysokości: do 570 m n.p.m. | DC: 4,1–4,2 cm DO: 2,3–2,4 cm DP: 3,8–4,9 cm MC: brak danych            | CR          |
|         | Hipposideros khaokhouayensis | Guillén-Servent & C.M. Francis, 2006                                                                                     | płatkonos laotański     | gatunek monotypowy | endemit Laosu: znany z wodospad Tak Leuk (Park Narodowy Phou Khao Khouay) i Ban Nampe (Wientian); zakres wysokości: 180–400 m n.p.m. | DC: brak danych DO: brak danych DP: 4,6–4,9 cm MC: brak danych          | VU          |
|         | Hipposideros kunzi           | S.W. Murray, F.A.A. Khan, Kingston, Zubaid & P. Campbell, 2018                                                           |                         | gatunek monotypowy | Półwysep Malajski | DC: brak danych DO: brak danych DP: 3,8–4,5 cm MC: brak danych          | NE          |
|         | Hipposideros macrobullatus   | Tate, 1941 | płatkonos wielkouchy    | gatunek monotypowy | endemit Indonezji: znay z Kangean, południowo-zachodniego Celebes i Seram; zakres wysokości: około 300 m n.p.m. | DC: brak danych DO: brak danych DP: 4–4,2 cm MC: brak danych            | DD          |
|         | Hipposideros maggietaylorae  | J.D. Smith & J. Edwards Hill, 1981                                                                                       | płatkonos żarłoczny     | 2 podgatunki       | Indonezja i Papua-Nowa Gwinea (Wyspy Raja Ampat (Waigeo i Batanta), Nowa Gwinea (być może bardziej rozpowszechniony na północy) i Archipelag Bismarcka); zakres wysokości: 0–380 m n.p.m.                                                                                                  | DC: 5,7–8 cm DO: 3–4,4 cm DP: 5–6,7 cm MC: 13–23 g                      | LC          |
|         | Hipposideros nequam          | Andersen, 1918 | płatkonos unikatowy     | gatunek monotypowy | endemit Malezji: półwysep (znany tylko z Kelang, w Selangor) | DC: brak danych DO: brak danych DP: około 4,6 cm MC: brak danych        | DD          |
|         | Hipposideros nicobarulae     | G.S. Miller, 1902 |                         | gatunek monotypowy | endemit Indii: Nikobary | DC: brak danych DO: brak danych DP: 3,8–4,2 cm MC: brak danych          | EN          |
|         | Hipposideros obscurus        | (W.C.H. Peters, 1861) | płatkonos filipiński    | gatunek monotypowy | enemit Filipin: szeroko rozpewszechniony wzdłuż pierwotnych i zakłóconych lasów; zakres wysokości: do 1100 m n.p.m. | DC: 5,3–5,8 cm DO: 1,9–2,4 cm DP: 4,2–4,8 cm MC: 7–12 g                 | LC          |
|         | Hipposideros orbiculus       | C.M. Francis, Kock & Habersetzer, 1999                                                                                   | płatkonos okrągłolistny | gatunek monotypowy | półwyspowa Malezja i Sumatra (Indonezja) | DC: 2,6–3,4 cm DO: 4,6–4,9 cm DP: 9,3–10,3 cm MC: brak danych           | VU          |
|         | Hipposideros papua           | (O. Thomas & Doria, 1886)                                                                                                | płatkonos halmaherski   | gatunek monotypowy | endemit Indonezji: Moluki (Halmahera i Bacon), wyspa Gebe, zachodnia Nowa Gwinea (półwysep Ptasia Głowa), wyspy Zatoki Cenderawasih (Numfoor, Supiori i Biak; zakres wysokości: 100–300 m n.p.m.                                                                                           | DC: 4,9–5,9 cm DO: 2,2–3,5 cm DP: 4,9–5,3 cm MC: 9,3–10,1 g             | LC          |
|         | Hipposideros pomona          | Andersen, 1918 | płatkonos zwyczajny     | gatunek monotypowy | endemit Indii: Andhra Pradesh, Karnataka, Kerala i Tamilnadu | DC: brak danych DO: brak danych DP: 3,8–3,9 cm MC: brak danych          | EN          |
|         | Hipposideros pygmaeus        | (G.R. Waterhouse, 1843)                                                                                                  | płatkonos karłowaty     | gatunek monotypowy | endemit Filipin: południowy Luzon, Polillo, Marinduque, Samar, Panay, Negros, Cebu, Bohol i północne Mindanao; zakres wysokości: 0–200 m n.p.m. | DC: 5,7–7,3 cm DO: 1,8–2,7 cm DP: 3,7–4,1 cm MC: około 4 g              | LC          |
|         | Hipposideros ridleyi         | H.C. Robinson & Kloss, 1911                                                                                              | płatkonos singapurski   | gatunek monotypowy | półwyspowa Malezja, północne i południowo-zachodnie Borneo (Malezja i Brunei); prawdopodobnie Kalimantan (Indonezja) i półwyspowa Tajlandia | DC: 2,5–2,9 cm DO: 4,7–5,1 cm DP: 7,5–13,5 cm MC: brak danych           | VU          |
|         | Hipposideros rotalis         | C.M. Francis, Kock & Habersetzer, 1999                                                                                   | płatkonos ukryty        | gatunek monotypowy | endemit Laosu: zapisy z kilku miejsc | DC: brak danych DO: 3,1–3,9 cm DP: 4,5–4,9 cm MC: około 11 g            | LC          |
|         | Hipposideros kingstonae      | Wongwaiyut, Karapan, Saekong, C.M. Francis, Guillén-Servent, Senawi, F.A.A. Khan, P.J.J. Bates, Jantarit & Soisook, 2023 |                         | gatunek monotypowy | pięć miejsc, w półwyspowej Tajlandii, półwyspowej Malezji (Sabah) i na Borneo; zakres wysokości: 110–1600 m n.p.m. | DC: 4–4,9 cm DO: 2,2–3 cm DP: 3,5–4,3 cm MC: 4,9–7 g                    | NE          |

Kategorie IUCN:  LC  – gatunek najmniejszej troski,  NT  – gatunek bliski zagrożenia,  VU  – gatunek narażony,  EN  – gatunek zagrożony,  CR  – gatunek krytycznie zagrożony,  DD  – gatunki o nieokreślonym stopniu zagrożenia;  NE  – gatunki niepoddane jeszcze ocenie.
Opisano również gatunki wymarłe:
- Hipposideros bernardsigei Hand, 1997[38] (Australia; miocen)
- Hipposideros felix Mein & Ginsburg, 1997[39] (Tajlandia; miocen)
- Hipposideros kaumbului Wesselman, 1984[40] (Etiopia; pliocen)
- Hipposideros vetus (Lavocat, 1961)[41] (Maroko; miocen)
- Hipposideros winsburyorum Hand & Godthelp, 1999[42] (Australia; plejstocen).